# Chiesa di San Giorgio (Bad Sulza)
La chiesa di San Giorgio (in tedesco Sankt Georg Kirche) è il luogo di culto evangelico che si trova a Wormstedt, frazione del comune di Bad Sulza, nel land della Turingia, in Germania. Il primitivo luogo di culto sul sito risale al XII secolo.

## Storia

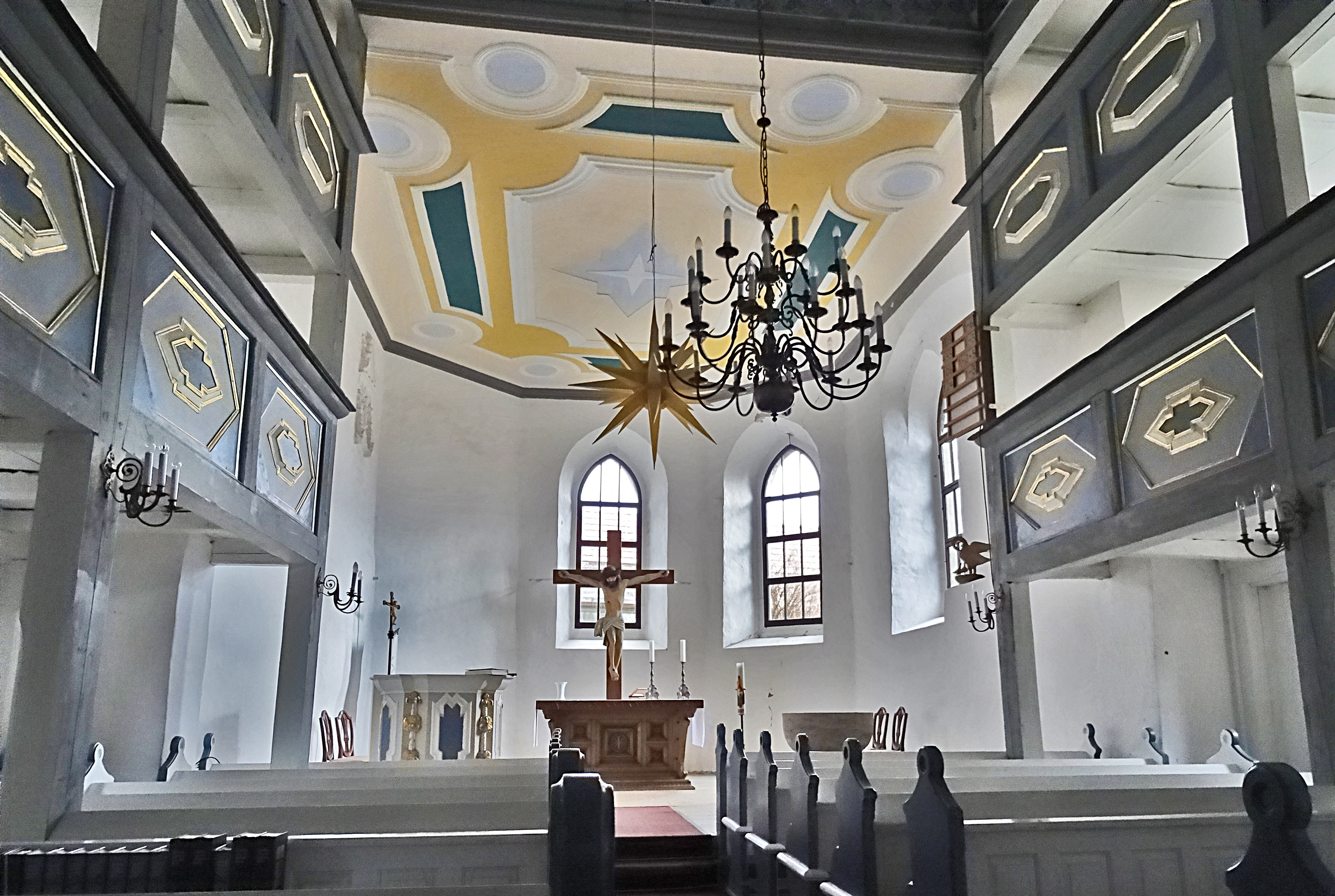
Interno della sala con presbiterio e altare

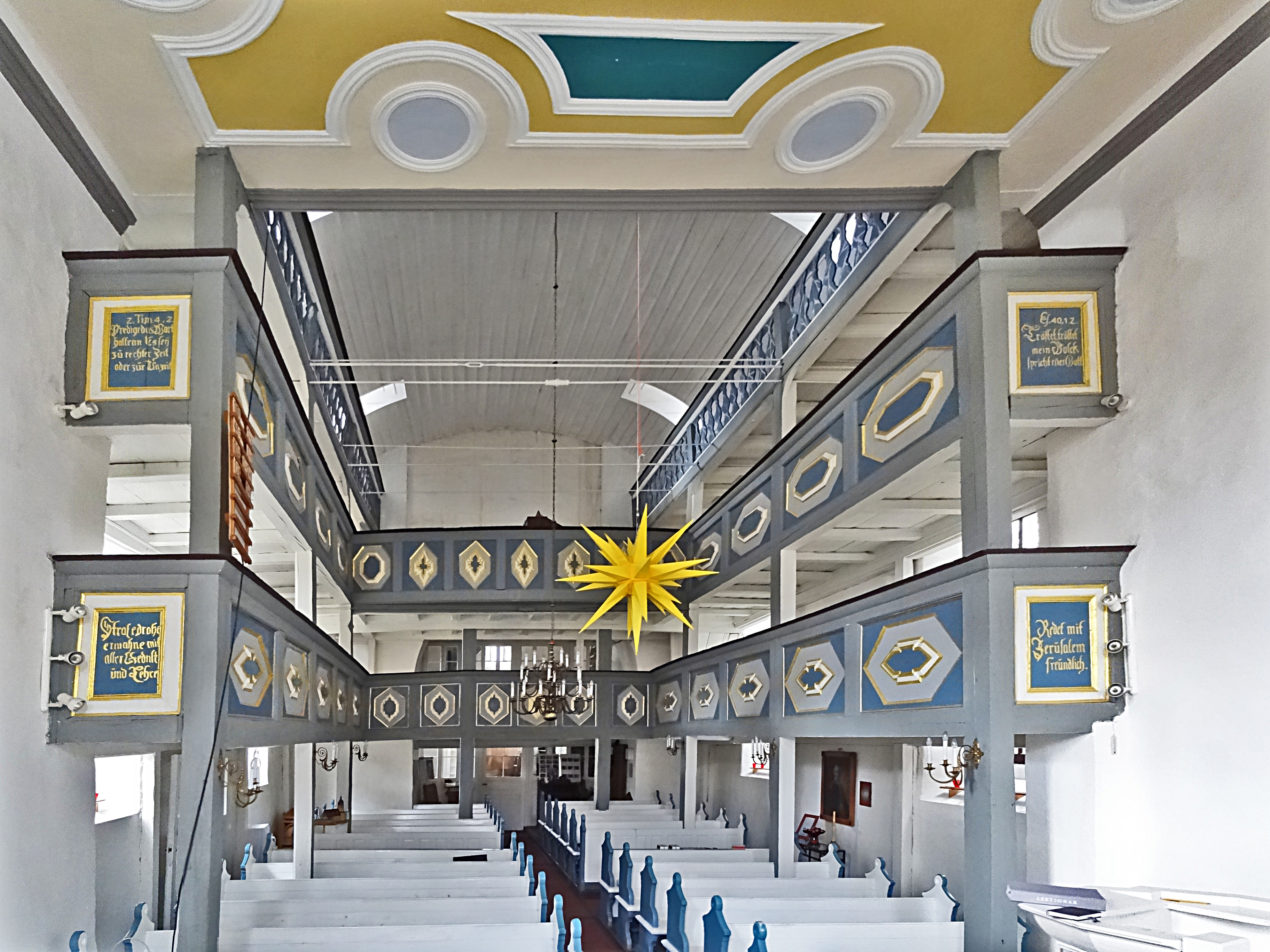
Interno della sala con balconate

Il primo luogo di culto a Wormstedt venne edificato attorno al XIII secolo. In seguito la chiesa venne ricostruita secondo lo stile gotico con dedicazione a San Giorgio, tra il 1617 e il 1622, durante la guerra dei trent'anni. La chiesa fu poi ristrutturata circa un secolo più tardi, nel 1717. Tra il 1879 e il 1884 fu oggetto di un nuovo importante restauro, che portò anche più luce all'interno della sala. Durante il periodo della Repubblica Democratica Tedesca la chiesa venne progressivamente abbandonata. Anche la sua struttura muraria rischiò di cadere in rovina e intanto l'Organo a canne, l'altare e il pulpito furono rimossi. Le funzioni religiose iniziarono a svolgersi in una sala parrocchiale della canonica. Nel 1984 iniziarono i lavori di restauro con la partecipazione di membri volontari della comunità locale e di altri fedeli. All'inizio degli anni novanta del XX secolo venne rinnovata la struttura del tetto e il soffitto fu restaurato in stucco. Nel 1996 la chiesa venne solennemente riconsacrata e riaperta al culto.

## Descrizione

### Esterni
Il luogo di culto si trova nel centro dell'abitato di Wormstedt, frazione di Bad Sulza, nella Turingia in Germania. La torre campanaria posta a occidente della struttura e in pietra è la parte più antica della chiesa, raggiunge l'altezza di circa 33 metri e rispetta lo stile romanico del tempo.

### Interni
Gli interni sono molto semplici ad unica navata ampliata da due ordini di balconate.